# Atletismo nos Jogos Pan-Americanos de 1951 - Salto em altura masculino
A prova do salto em altura masculino nos Jogos Pan-Americanos de 1951 foi realizada em Buenos Aires, Argentina, no dia 27 de fevereiro.

## Medalhistas
| Ouro                              | Prata                           | Bronze                            |
| Virgil Severns USA Estados Unidos | Calvin Clark USA Estados Unidos | Adilton de Almeida Luz BRA Brasil |

## Resultados
| Posição           | Nome                     | Nacionalidade      | Marca | Notas |
| ----------------- | ------------------------ | ------------------ | ----- | ----- |
| Medalha de ouro   | Virgil Severns           | USA Estados Unidos | 1.95  |       |
| Medalha de prata  | Calvin Clark             | USA Estados Unidos | 1.90  |       |
| Medalha de bronze | Adilton de Almeida Luz   | BRA Brasil         | 1.90  |       |
| 4                 | José Telles da Conceição | BRA Brasil         | 1.85  |       |
| 5                 | Ernesto Lagos            | CHI Chile          | 1.85  |       |
| 6                 | Carlos Puebla            | CHI Chile          | 1.80  |       |
| 7                 | José Valero              | CUB Cuba           | 1.70  |       |
| 8                 | Edgar Andrade            | ECU Equador        | 1.70  |       |